# Paul's Animatograph Works
Paul’s Animatograph Works fue el estudio cinematográfico y la productora de Robert W. Paul, ubicado en Muswell Hill, al norte de Londres. El estudio permitió la confección de espacios y lugares imaginarios a través de fondos pintados, paisajes construidos y trucos cinematográficos.
El estudio de Paul produjo y vendió en todo el mundo fantasías tan espléndidas como The Magic Sword (1901), An Extraordinary Cab Accident (1903), Buy Your Own Cherries (1904), Mr Pecksniff Fetches the Doctor (1904), The Unfortunate Policeman (1905), Is Spiritualism a Fraud? (1906), The ? Motorist (1906). La mayoría de estas películas fueron colaboraciones entre R.W. Paul y Walter R. Booth. Booth fue un mago e ilusionista teatral que se dio cuenta rápidamente del potencial del nuevo medio, y los antecedentes de Paul como inventor y su entusiasmo por utilizar la última tecnología para experimentar con la forma de película los convirtió en los socios ideales. Es posible que se hayan conocido por primera vez en el Egyptian Hall de Londres, donde Booth era miembro de la compañía de magia, y Paul había exhibido algunas de sus primeras películas en 1896.

## Películas trucadas
Entre 1899 y 1906, y especialmente en 1901, Paul's Animatograph Works realizó una serie de "películas trucadas". Estas eran películas cortas, generalmente cómicas que hacían un uso extensivo de efectos especiales, algunos de los cuales eran sorprendentemente sofisticados dadas las limitaciones de la tecnología de la época. Ciertamente, se comparan con el trabajo más conocido de Georges Méliès, y es posible que Paul haya sido pionero en algunos de los efectos que Méliès haría por sí mismo.
La primera película de Paul-Booth sobreviviente parece ser Upside Down, or The Human de 1899, que invierte la cámara y la cámara a la mitad para crear la impresión de que sus personajes están caminando en el techo. Aunque es extremadamente simple, la técnica es muy efectiva, y no es tan diferente de los principios que subyacen a los efectos especiales de Stanley Kubrick en 2001: una Odisea del Espacio casi 70 años después.
Pero 1901 fue el año en que sus "películas trucadas" alcanzaron el máximo de su ambición. Combinando cortes de salto, animación stop-motion e incluso superposición básica, a menudo en la misma secuencia, el mejor de ellos claramente necesitaba un alto nivel de planificación anticipada. Un buen ejemplo es Undressing Extraordinary (1901), que crea la impresión de un solo disparo, pero que requirió docenas de paradas y arranques para los cambios de vestuario. El intérprete tenía que calibrar su posición meticulosamente de un lado a otro para que sus movimientos parecieran fluidos mientras su ropa cambiaba constantemente alrededor de su cuerpo. Técnicas similares se pueden ver en The Waif and the Wizard (1901), que también tuvo una transición de escena inventiva que incorpora un paraguas giratorio. An Over-Incubated Baby (1901) también se basa en un corte de salto entre el punto en que un bebé genuino se coloca en la incubadora del profesor Bakem y un enano en ciernes emergente.
Al mismo tiempo, Booth y Paul experimentaron con la superposición, donde una imagen se imprimió junto con otra en la misma tira de película. Cheese Mites (1901) fusionan dos imágenes, pero juegan deliberadamente con las escalas relativas para que un comensal del restaurante vea a una familia de personas diminutas aparentemente emergiendo de un trozo de queso. Una versión más integrada de la misma técnica se puede ver en The Countryman and the Cinematograph (1901), en la que un niño se sorprende por su primer encuentro con el cine, reaccionando a la perfección con las imágenes.
Pero Booth y Paul también llevaron a cabo técnicas mucho más complejas en algunos de sus proyectos, como en The Haunted Curiosity Shop (1901), que disfraza múltiples tomas mediante superposiciones, y otras formas de artimañas ópticas. O considerando la Artistic Creation (1901), que es más simple pero igualmente efectiva, ya que muestra la pintura de un artista de una mujer que cobra vida, aunque en etapas. Aún más ambicioso fue The Magic Sword (1901), una épica fantástica de fantasía en varias escenas, que mostraba todo el arsenal de los trucos de cámara de Paul y Booth. Los ogros gigantes arrancan las doncellas de las almenas, las brujas despegan en palos de escoba y se realizan transformaciones instantáneas a través de explosiones para ocultar las uniones.
Paul y Booth continuaron colaborando durante los siguientes cinco años, aunque aparentemente sin el mismo nivel de experimentación. Sin embargo, Is Spiritualism A Fraud? (1906) es un intento de integrar los efectos del truco de Booth en una historia sobre una ilusión. Sin embargo, también en 1906, Paul y Booth crearon su obra maestra The '?' Motorist, en el que un automovilista que acelera está tan interesado en evitar la captura por parte de un policía que conduce y rodea los anillos de Saturno antes de regresar a la Tierra.
Después de esto, Booth se mudó a Charles Urban Trading Company, para la cual desarrollaría fantasías aún más elaboradas en los próximos cinco años. 

## Filmografía superviviente
- The Miser's Doom (1899)
- Upside Down; or, the Human Flies (1899)
- The Last Days of Pompeii (1900)
- Chinese Magic (1900)
- Hindoo Jugglers (1900)
- A Railway Collision (1900)
- Artistic Creation (1901)
- Cheese Mites; or, Lilliputians in a London Restaurant (1901)
- The Devil in the Studio (1901)
- The Haunted Curiosity Shop (1901)
- The Magic Sword (1901)
- An Over-Incubated Baby (1901)
- Scrooge, or, Marley's Ghost (1901)
- Undressing Extraordinary (1901)
- The Waif and the Wizard (1901)
- The Extraordinary Waiter (1902)
- Extraordinary Cab Accident (1903)
- Political Favourites (1903)
- The Voyage of the Arctic (1903)
- The '?' Motorist (1906)
- Is Spiritualism a Fraud? (1906)